# Qatari Basketball League
La Qatari Basketball League è la massima competizione per club di Pallacanestro del Qatar, viene organizzato dalla Federazione cestistica del Qatar ed è sotto l'egida della FIBA Asia.

## Squadre partecipanti
Per la stagione 2024-2025.
| Squadra        | Città          |
| -------------- | -------------- |
| Al-Ahli Doha   | Doha           |
| Al-Arabi Doha  | Doha           |
| Al-Gharafa     | Al-Gharafa     |
| Al-Rayyan Doha | Al-Rayyan      |
| Al-Sadd Doha   | Al-Sadd, Doha  |
| Al-Wakra SC    | Al Wakrah      |
| Qatar SC       | Al Dafna, Doha |
| Al-Shamal SC   | Doha           |
| Al-Khor SC     | Al Khor        |

## Albo d'oro
Aggiornato alla stagione 2023-24
- 1981-82:  Al-Arabi Doha
- 1982-83:  Al-Arabi Doha
- 1983-84:  Al-Arabi Doha
- 1984-85:  Al-Arabi Doha
- 1985-86:  Al-Arabi Doha
- 1986-87:  Qatar SC
- 1987-88:  Qatar SC
- 1988–89:  Qatar SC
- 1989-90:  Qatar SC
- 1990-91:  Qatar SC
- 1991-92:  Al-Arabi Doha
- 1992-93:  Qatar SC
- 1993-94:  Al-Arabi Doha
- 1994-95:  Qatar SC
- 1995-96:  Al-Rayyan Doha
- 1996-97:  Al-Rayyan Doha
- 1997-98:  Al-Rayyan Doha
- 1998-99:  Al-Rayyan Doha
- 1999-00:  Al-Rayyan Doha
- 2000-01:  Al-Ahli Doha
- 2001-02:  Al-Rayyan Doha
- 2002-03:  Al-Rayyan Doha
- 2003-04:  Al-Rayyan Doha
- 2004-05:  Al-Rayyan Doha
- 2005-06:  Al-Rayyan Doha
- 2006-07:  Al-Rayyan Doha
- 2007-08:  El Jaish Doha
- 2008-09:  Al-Rayyan Doha
- 2009-10:  Al-Rayyan Doha
- 2010-11:  Al-Rayyan Doha
- 2011-12:  Al-Rayyan Doha
- 2012-13:  Al-Sadd Doha
- 2013-14:  Al-Gharafa
- 2014-15:  Al-Rayyan Doha
- 2015-16:  Al-Rayyan Doha
- 2016-17:  El Jaish Doha
- 2017-18:  Al-Arabi Doha
- 2018-19:  Al-Shamal SC
- 2019-20:  Al-Shamal SC
- 2020-21:  Al-Gharafa
- 2021-22:  Al-Sadd Doha
- 2022-23:  Al-Rayyan Doha
- 2023-24:  Al-Arabi Doha
- 2024-25:  Al-Arabi Doha

## Vittorie per Club
| Club           | Vittorie | Anni vittorie |
| -------------- | -------- | --- |
| Al-Rayyan Doha | 18       | 1993-1994, 1994-1995, 1995-1996, 1996-1997, 1997-1998, 1998-1999, 1999-2000, 2000-2001, 2001-2002, 2002-2003, 2003-2004, 2004-2005, 2005-2006, 2006-2007, 2008-2009, 2009-2010, 2010-2011, 2011-2012, 2014-2015, 2015-2016, 2022-2023 |
| Al-Arabi Doha  | 10       | 1981-1982, 1982-1983, 1983-1984, 1984-1985, 1985-1986, 1991-1992, 1993-1994, 2017-2018, 2023-2024, 2024-2025 |
| Qatar SC       | 7        | 1986-1987, 1987-1988, 1988-1989, 1989-1990, 1990-1991, 1992-1993, 1994-1995 |
| Al-Sadd Doha   | 2        | 2012-2013, 2021-2022 |
| Al-Gharafa     | 2        | 2013-2014, 2020-2021 |
| Al-Shamal SC   | 2        | 2018-2019. 2019-2020 |
| El Jaish Doha  | 2        | 2007-2008, 2016-2017 |
| Al-Ahli Doha   | 1        | 2000-2001 |